# Umberto Chiacchio
Umberto Chiacchio (ur. 8 lutego 1930 w Grumo Nevano, zm. 18 października 2001 w Massa Lubrense)
– włoski przedsiębiorca i polityk.

## Życiorys
W latach 1972–1976 wybrany na posła do Izby Deputowanych z ramienia Włoskiego Ruchu Społecznego. Był także przedsiębiorcą, prezesem Italgest S.P.A.